# 香港関係記事の一覧
香港関係記事の一覧（ホンコンかんけいきじのいちらん）
ここでは香港、及びマカオに関連する記事をまとめて記載している。
- 香港出身の人物やマカオ出身の人物については香港人の一覧ならびマカオ人の一覧を参照。

## 共通記事の一覧
- Big5
- 海外領土・自治領の一覧
- 広東語
- 広東料理
- ゲイリ・ライ
- 順徳料理
- 植民地
- 清
- 孫文
- 叉焼
- 茶餐廳
- 中国紅十字会
- 中華人民共和国
- 中華人民共和国の行政区分
- 中国の歴史
- 潮州料理
- 特別行政区
- 都市国家
- 媽祖
- 繁体字
- 方言字
- 東アジアサッカー連盟
- 飲茶

## 香港関係記事の一覧

### A-Z
- BEYOND
- C3 in hong kong
- IFC
- TOM集団

### あ行
- アイリーン・チャン
- アジア通貨危機
- 阿片戦争
- アグネス・チャン
- イギリス
- イギリス東インド会社
- イオ・ミン・ペイ
- 一国二制度
- ウォン・カーウァイ
- エア・ホンコン
- エンターテインメント・ビルディング
- 英語
- 粤劇劇団一覧
- 王菲
- オアシス香港航空
- オクトパス（八達通）

### か行
- 海峡植民地
- 霍英東
- カリーナ・ラム
- カンフー映画
- 傑志
- キャセイドラゴン航空
- キャセイパシフィック航空
- 九広鉄路
- 九龍
- 九龍城砦
- 郷議局
- 郷事委員会
- 区域市政局
- クイーンエリザベス2世カップ
- 区議会 (香港)
- クーロンズゲート（ゲーム）
- クリストファー・パッテン
- クロフォード・マレー・マクレホース
- 康宏晨曦
- 広州湾租借地
- 公民足球隊
- 公民党
- 港事顧問
- 国務院香港マカオ事務弁公室

### さ行
- サイレントウィットネス
- サッカーアジアカップ1956
- サッカー香港女子代表
- サッカー香港代表
- ザ・ペニンシュラ香港
- 時空冒険記ゼントリックス（アニメ）
- 市政局
- 自動車登録番号自選計画
- ジャッキー・チェン
- 重慶大厦
- 自由党 (香港)
- 新界
- 新界原居民
- スター (衛星放送)
- 青少年反吸煙委員会
- 曽蔭権

### た行
- 担担麺
- 蛋民
- 尖沙咀
- 中国本土・香港経済連携緊密化取決め(CEPA)
- 天水圍
- 天水囲ペガサス
- 唐英年
- 董建華
- トニー・レオン

### な行
- 南華足球隊
- 南京条約

### は行
- 八仙嶺山火事遭難事故
- 范徐麗泰
- 東アジアの奇跡
- ブルース・リー
- 香港97
- 香港FAカップ
- 香港MTR（港鉄）
- 香港映画
- 香港カップ
- 香港国際金融中心
- 香港国際空港
- 香港式ミルクティー
- 香港上海銀行
- 香港小交響楽団
- 香港スタジアム
- 香港総督
- 香港増補字符集
- 香港大学
- 香港中文大学
- 香港鉄路有限公司
- 香港電影金像奨
- 香港島
- 香港特別行政区
- 香港特別行政区立法会
- 香港航空
- 香港エクスプレス航空
- 香港ドル
- 香港日本人学校
- 香港ファーストディビジョンリーグ
- 香港辺境禁区
- 香港内河ターミナル
- 香港の教育史
- 香港の警察
- 香港の競馬
- 香港の公園
- 香港の小学校の一覧
- 香港の政治
- 香港の政党一覧
- 香港の戦い
- 香港の地理
- 香港の旗
- 香港の病院の一覧
- 香港のラーメン文化
- 香港の歴史

### ま行
- 馬栄成
- 民主建港協進聯盟
- 民主党 (香港)
- マンゴープリン
- マンダリン・オリエンタル香港

### や行
- 愉園

### ら行
- ラム・チェンイン
- ランガムプレイス
- 李嘉誠
- 李麗珊
- リンリン・ランラン（ロッカシスターズ）
- ルナー・ニューイヤー・カップ
- レスリー・チャン
- レノボ
- ローレンス・アカンドゥ

### わ行
- ワン・カンポ

## マカオ関係記事の一覧
- イエズス会
- オイスターソース
- カジノ
- 牛乳プリン
- コタイ
- サッカーマカオ代表
- 澳門匯業銀行
- フォーミュラ3
- ボーイスカウトマカオ連盟
- ポルトガル
- ポルトガル海上帝国
- ポルトガル語
- ポルトガルの歴史
- マカオ
- マカオグランプリ
- マカオ政庁
- 澳門大学
- マカオの警察
- マカオの旗
- マカオの歴史
- 明